# إمساخ نطفي
الإمساخ النطفي (بالإنجليزية: Teratospermia أو teratozoospermia)‏ هي حالة تمتاز بوجود نطف ذات تشكل شاذ مما يؤثر على خصوبة الرجل.

## الأسباب
أغلب حالات الإمساخ النطفي أسبابها غير معروفة، لكن لمفومة هودجكين والداء البطني وداء كرون قد تساهم إلى درجة ما. إن نمط الحياة وعادات الحياة مثل التدخين والتعرض للسموم قد تسبب تشكلا سيئا. دوالي الخصية أيضا من الممكن أن تتسبب بسوء في التشكل وقلة النطف الطبيعية.
في حالة النطف الكروية (بالإنجليزية: globozoospermia)‏ (أو النطف ذات الرأس الكروي)، فإن جهاز جولجي لن يتحول إلى جسيم طرفي الضروري لأجل التخصيب.

## الأعراض
إن وجود نطف شاذة يؤثر سلبا على الخصوبة من خلال عرقلة انتقال النطفة خلال عنق الرحم وويمنع النطفة من الالتصاق بالبويضة، مما يجعل الحصول على الحمل صعبا.
لأجل تشخيص الإمساخ النطفي، يجمع المني ثم تلون النطف وتحلل تحت المجهر لدراسة الشذوذ الحاصل في تركيبها. الشذوذ المتعلق برأس النطفة يشمل رأسا كبيرا أو صغيرا أو مدببا أو كمثري الشكل. أما السوط فتشخص مشاكله.

## العلاج
يبدو أن مضادات الإستروجين فعالة في علاج الإمساخ النطفي.
كما يمكن معالجة الإمساخ النطفي وبضمنها النطف الكروية بواسطة حقن الحيوانات المنوية بالبويضة. عندا تلقح البويضة بواسطة النطفة فإن شكل النفطة لا يبدو أنه مؤثر على تكوين وتشكل الكيسة الأريمية. حتى في حالات الإمساخ النطفي الشديد، فيمكن من خلال المجهر انتقاء عدد من النطف السليمة، مما يجعل من نجاح التخصيب عملية ممكنة.